# Arremonops
Arremonops es un género de aves paseriformes de la familia Passerellidae, conocidos vulgarmente como cerqueros, cuyos miembros habitan en el sur de Texas, México, América Central y el norte de Sudamérica. 

## Especies
Se distinguen las siguientes especies:
- Arremonops chloronotus (Salvin, 1861) — cerquero dorsiverde o rascador dorso verde;
- Arremonops conirostris (Bonaparte, 1850) — cerquero negrilistado;
- Arremonops rufivirgatus (Lawrence, 1851) — cerquero oliváceo o rascador oliváceo;
- Arremonops tocuyensis Todd, 1912 — cerquero de El Tocuyo.